# طاحونة الراهب (شفا عمرو)
طاحونة الراهب كانت طاحونة لطحن البذور، تقع على ضفاف وادي الملك، أو وادي صفورية، في قرية رأس علي. يعود تاريخها لأكثر من 500 عاما. عادت منفعة هذه الطاحونة على سكان مدينة شفاعمرو والقرى المجاورة، حتى سنوات العشرين من القرن العشرين. تعو ملكية الطاحونة لدروز من شفاعمرو، أما بعد ذلك فقام راهبان بشراؤها، ومن هنا جاءت التسمية بطاحونة الراهب. عملت الطاحونة بقوة المياه الي تصلها من رأس علي بواسطة قناة. المكان اليوم هو ملكا للأوقاف.